# Magnesia Litera 2018
Magnesia Litera 2018 je 17. ročník cen Magnesia Litera.

## Ceny a nominace

### Kniha roku
- Erik Tabery: Opuštěná společnost

### Litera za prózu
- Josef Pánek: Láska v době globálních klimatických změn
- Anna Bolavá: Ke dnu
- Lucie Faulerová: Lapači prachu
- Ondřej Horák: Nebožtík
- Ivana Myšková: Bílá zvířata jsou velmi často hluchá
- Petra Soukupová: Nejlepší pro všechny

### Moleskine Litera za poezii
- Milan Děžinský: Obcházení ostrova
- Ondřej Hanus: Volné verše
- Michal Jareš: Začátek eposu

### Litera za knihu pro děti a mládež
- František Tichý: Transport za věčnost
- Petra Soukupová: Kdo zabil Snížka?
- Jana Šrámková: Bratři v poli

### Litera za literaturu faktu
- Lucie Skřivánková, Rostislav Švácha a kol: Paneláci 1, 2
- Ondřej Beránek, Pavlína Cermanová, Jakub Hrubý (eds.): Jedno slunce na nebi, jeden vládce na zemi
- Miroslav Verner: Abúsír. V srdci pyramidových polí

### Litera za nakladatelský čin
- Marta Vaculínová (ed.), Pavel Brodský (ed.): Liber viaticus Jana ze Středy
- Vladimír Karpenko, Ivo Purš, Marin Žemla: Divadlo věčné moudrosti a teosofická alchymie Heinricha Khunratha
- Ivan Blatný: Jde pražské dítě domů z bia…

### Litera za překladovou knihu
- Máirtín Ó Cadhain: Hřbitovní hlína (z irštiny přeložil Radvan Markus)
- Jonathan Franzen: Purity (z angličtiny přeložila Lucie Mikolajková)
- Asaf Gavron: Osada na pahorku (z hebrejštiny přeložila Magdaléna Křížová)

### Litera za publicistiku
- Patrik Ouředník: Antialkorán aneb nejasný svět T. H.
- Anna Křivánková, Antonín Tesař, Karel Veselý: Planeta Nippon
- Erik Tabery: Opuštěná společnost

### DILIA Litera pro objev roku
- Marek Švehla: Magor a jeho doba
- Anna Prstková: 49°27´45.249´´N, 17°58´36.107´´E
- Vladimíra Valová: Do vnitrozemí

### Magnesia Blog roku
- Felix Culpa: Tisíckráte
- Divoká: Divoké deniky
- Jaroslav Erik Frič: Pasáže
- Radkin Honzák na Aktuálně.cz
- Karel Škrabal: Nedělní chvilka poezie
- Do Thu Trang: Asijatka

### Kosmas Cena čtenářů
- Ota Kars: Jmenuju se Tomáš